# Afriche e Orienti

Copertina del primo numero (primavera 1999)

afriche e orienti è una rivista semestrale creata nel 1999 da studiosi e ricercatori con l'obiettivo di analizzare e far conoscere la realtà contemporanea dell'Africa, del Mediterraneo e del Vicino e Medio Oriente con contributi di autori italiani e stranieri. La rivista pubblica in particolare studi su immigrazione, sviluppo, cooperazione, multiculturalità e diritti umani. La rivista è promossa dall'Associazione "Afriche e Orienti" e pubblicata da AIEP Editore. La pubblicazione si rivolge a specialisti e studiosi, studenti, insegnanti operatori dello sviluppo e dell'associazionismo, giornalisti e funzionari di istituzioni pubbliche.

## Attività e pubblicazioni
La rivista dedica ogni numero ad uno specifico tema all'interno di un dossier. Alcuni numeri speciali hanno edizioni bilingue o trilingue.
- 1/1999 Esili e memoria
- 2/1999 I conflitti in Africa
- 3/1999 La transizione in Sudafrica
- 4/1999 Elezioni e transizioni politiche in Africa
- 1/2000 Comunicazione, immagini, linguaggi
- 2/2000 Processi di pace e conflitti in Sudan
- 3-4/2000 Emigrare, immigrare transmigrare
- 1/2001 Informalità, illegalità e politiche pubbliche in Africa
- 2/2001 Cultura popolare, sviluppo e democrazia
- 3-4/2001 Sguardi antropologici sul turismo
- 1/2002 La crisi in Afghanistan e in Asia Centrale
- 2/2002 Migrazioni e xenofobia in Africa Australe
- 3/2002 Quale politica dell'Italia in Africa e nel Mediterraneo?
- 4/2002 Idee di islam
- Speciale 2003 Iraq. Le ragioni di un conflitto
- 1/2003 Culture coloniali e letterature dell'Africa subsahariana
- 2/2003 La crisi in Zimbabwe
- 3-4/2003 Economia e politiche dell'acqua
- Speciale 2004 Cinema	Voci di donne nel cinema dell'Africa e del Mediterraneo
- 1-2/2004	 Conflitto e transizione in Congo
- 3/2004	 Movimenti e conflitti sociali in Africa
- 4/2004-1/2004	 Scritture dei conflitti
- 2/2005	 Ambiente e sviluppo sostenibile in Africa Australe
- 3/2005	 Migranti africani in Italia: etnografie
- 4/2005	 Parole Parlate. Comunicazione orale fra tradizione e modernità
- I speciale 2006 Stato-Nazione e movimenti nazionalisti nell'Africa australe post-coloniale
- II speciale 2006 Occidente e Africa Democrazia e nazionalismo dalla prima alla seconda transizione
- 1-2/2006	 Sudan 1956-2006: cinquant'anni di indipendenza
- 3-4/2006	Trasformazioni democratiche in Africa
- 1/2007	 Il ritorno della memoria coloniale
- Speciale 07 Terra e risorse naturali in Africa. Quali diritti? Competing Rights. Land and Natural Resources in Africa
- 2/2007 Narrative di migrazioni, diaspore ed esili
- 3-4/2007 Fondamentalismi nell'Africa del XXI secolo
- 1/2008	 Mondo arabo. Cittadini e welfare sociale
- Speciale 08 I	 Africa australe. Comunità rurali, sistemi di autorità e politiche di decentramento; Special Issue II 08 Decentralising Power and Resource Control in sub-Saharan Africa: Responses and Perspectives
- 2/2008	La Cina in Africa
- 3-4/2008 Donne e diritti sociali in Africa
- Speciale 2009 AIDS, povertà e democrazia in Africa. AIDS, Poverty and Democracy in Africa. UKIMWI, umaskini na demokrasia katika Afrika
- 1-2/2009 Africa in Europa: strategie e forme associative
- Speciale II 2009 La povertà in Africa sub-sahariana: approcci e politiche / Poverty in sub-Saharan Africa: Approaches and Policies
- 3-4/2009 Dossier - La schiavitù dalle colonie degli imperi alle trasmigrazioni postcoloniali
- 1/2010 Dossier. Il calcio in Sudafrica: identità, politica ed economia
- Speciale 2010 Controllare la natura. Politiche di tutela ambientale in Africa sub-sahariana. Disciplining Nature. Conservation Policies in sub-Saharan Africa
- 2/2010	Transnazionalismo dei saperi e ONG islamiche nell'Africa occidentale
- 3-4/2010 La crisi afghana e il contesto regionale
- 1/2011 Dossier. Unione Europea e Africa
- Speciale 2011 Sviluppo rurale e riduzione della povertà in Etiopia
- 3-4/2011 Dossier. Cittadinanza e politiche dell'appartenenza in Africa sub-sahariana
- 1-2/2012  Dossier. Percorsi della democrazia in Africa
- Speciale AIDS 2012 HIV/AIDS e comunità rurali in Africa australe: sudditi o cittadini?
- 3-4/2012 Dossier. Giovani in Africa: prospettive antropologiche
- 1-2/2013 Dossier. Linee di conflitto: il mondo arabo in trasformazione
- 3-4/2013 Dossier. Fronti della Guerra fredda in Africa sub-sahariana
- 1-2/2014 Dossier. Partiti islamisti e relazioni internazionali in Nord Africa e Medio Oriente
- 3/2014 Dossier Il Ruanda a vent'anni dal genocidio
- 1-2/2015 Dossier. Stato e società in Egitto e Tunisia: involuzioni ed evoluzioni
- 3/2015 Dossier. The New Harvest. Agrarian Policies and Rural Transformation in Southern Africa
- 1/2016 Dossier. I movimenti delle donne in Nord Africa e Medio Oriente: percorsi e generazioni "femministe" a confronto

° 2-3/2016 Dossier. Le pratiche dello stato in Africa: spazi sociali e politici contestati
- 1/2017 Storia dell'Africa e fonti nell'era della "rivoluzione digitale"
- 2/2017 Dossier. Frontiere, confini e zone di frontiera nella regione MENA
- 3/2017 Dossier. International Solidarities and the Liberation of the Portuguese Colonies
- 1-2/2018 Dossier. L'Africa tra vecchie e nuove potenze
- 3/2018 Dossier. Libya in Transition: Human Mobility, International Conflict and State Building
- 1/2019 Dossier. Possibilità delle indipendenze in Africa
- 2-2019 Dossier. Imperialismo e antimperialismo nello spazio ottomano (1856-1924)
- 3/2019 Dossier. Counting the Cost of War: the Great War's Economic Impact on Africa
- 1/2020  Dossier. Refugees in Uganda between politics and everyday practices
- 2/2020 Dossier. Continuity and Rupture in Ethiopia under the Ethiopian People's Revolutionary Democratic Front
- 1/2021 Dossier. Ten years after the uprising in North Africa and the Middle East. Historical roots, political transitions and social actors
- 2/2021 Dossier. The specious dividends of peace in the Horn of Africa
- 1/2022 Dossier, The Belt and Road Initiative: Perspectives from Asia and Africa
- 2/2022 Dossier, Donne, [genere] e politica in Asia. In ricordo di Anna Vanzan

Oltre alla rivista, "afriche e oriente" pubblica libri nella collana di studi di politica, società, cultura e sviluppo "i libri di afriche e orienti" a cura della redazione delle rivista e diretta da Mario Zamponi.
- Ilha de Mocambique: incontro di popoli e culture / convergencia de povos e culturas, a cura di Matteo Angius e Mario Zamponi, 1999[4].
- L'Europa e il sud del mondo: Quali prospettive per il post-Lomé, a cura di Arrigo Pallotti, 1999[5].
- Afriche, Diaspore e Ibridi. Il concettualismo come strategia dell'arte africana contemporanea, a cura di Eriberto Eulisse, 2003[6].
- Il colore rosso dei jacaranda. A 30 anni dalle indipendenze delle ex colonie portoghesi, a cura di Livia Apa, Mario Zamponi, 2005[7].
- Sicurezza alimentare nei Paesi in via di sviluppo, a cura di Corrado Tornimbeni, 2010[8].

## Collaboratori
Contribuiscono alla rivista tra i più importanti africanisti e islamisti italiani e studiosi internazionali. Tra questi si possono ricordare i membri del comitato scientifico  ed editoriale
Marco Aime, Franco Barchiesi, Riccardo Bocco, Salvatore Bono, Anna Bozzo, Matilde Callari Galli, Francesca Corrao, Ben Cousins, Federico Cresti, Teresa Cruz e Silva, Momar Coumba Diop, Andre Du Pisani, Anna Maria Gentili, Ralph Grillo, Christof Hartmann, Katherine Homewood, Samuel Kariuki, Preben Kaarsholm, David Lawson, Nur Masalha, Henning Melber, Liliana Mosca, Marco Mozzati, Paul Nugent, Annalisa Oboe, Ilan Pappe, Ian Phimister, Adriana Piga, Lloyd Sachikonye, Timothy Scarnecchia, Maddalena Toscano, Alessandro Triulzi, Pierluigi Valsecchi, Itala Vivan, Philip Woodhouse.

## Comitato editoriale
Livia Apa, Anna Baldinetti, Francesca Biancani, Maria Cristina Ercolessi, Cristiana Fiamingo, Elisa Giunchi, Claudia Gualtieri, Federica Guazzini, Anna Maria Medici, Nicola Melis, Eric Morier-Genoud, Antonio Morone, Giorgio Musso, Karin Pallaver, Arrigo Pallotti, Roberta Pellizzoli, Antonio Pezzano, Bruno Riccio, Maria Stella Rognoni,  Corrado Tornimbeni, Massimiliano Trentin, Massimo Zaccaria, Mario Zamponi.
Inoltre collaborano con la rivista:
Il Centro dipartimentale di Studi storici e politici su Africa e Medio Oriente dell'Università di Bologna .